# Idolus picipennis
Idolus picipennis là một loài bọ cánh cứng trong họ Elateridae. Loài này được Bach miêu tả khoa học năm 1854.